# Rhapis
Rhapis és un gènere amb una desena d'espècies de plantes amb flors pertanyent a la família de les palmeres Arecaceae. Habiten el sud-est d'Àsia, des del sud d'el Japó i sud de la Xina fins a Sumatra.
Són palmeres de tipus ventall. Les seves tiges solen mesurar entre 3 i 4 metres d'alçada i que es ramifiquen a la seva base formant mates. Són plantes dioiques, és a dir, que les flors masculines i les femenines es troben en plantes diferents.

## Espècies acceptades
Fins a desembre de 2023, el gènere conté 11 espècies acceptades:
- Rhapis evansii
- Rhapis excelsa
- Rhapis gracilis
- Rhapis humilis
- Rhapis kebangensis
- Rhapis laosensis
- Rhapis micrantha
- Rhapis puhuongensis
- Rhapis robusta
- Rhapis subtilis
- Rhapis vidalii